# Dark Souls
Dark Souls (ダークソウル?, Dāku Souru) è un videogioco di ruolo d'azione dark fantasy sviluppato da FromSoftware e pubblicato in Giappone il 22 settembre 2011 per PlayStation 3, a livello internazionale il 4 ottobre 2011 per PlayStation 3 e Xbox 360 e il 24 agosto 2012 per Microsoft Windows. In occidente la distribuzione è affidata a Namco Bandai Games. Precedentemente conosciuto con il nome in codice Project Dark, è il successore spirituale di Demon's Souls.
Considerato uno dei migliori videogiochi della sua generazione, i critici ne hanno elogiato la profondità del suo sistema di combattimento, l'intricato level design, l'uso del testo di colore, il gameplay articolato e la trama velata. Sono, tuttavia, arrivate anche pesanti critiche a causa della sua presunta difficoltà, una componente che però ha contribuito alla fama del videogioco e alla costituzione di una fanbase ancora molto attiva a distanza di anni dall'uscita.
Ad aprile 2013 il gioco aveva venduto oltre due milioni di copie in tutto il mondo e nel 2015 oltre 5 milioni. Due sequel sono usciti a metà degli anni 2010, mentre una versione rimasterizzata intitolata Dark Souls Remastered è uscita nel 2018.

## Trama
Nell'Era degli Antichi il mondo era statico e amorfo: avvolta dalla nebbia, la grigia superficie era abitata da Arcialberi e Draghi eterni, il tempo e la vita non esistevano. Ma all'improvviso apparve la Prima Fiamma, che generò la diversità: caldo e freddo, vita e morte, ed infine, luce e oscurità. Degli esseri trovarono la Fiamma, ed insieme ad essa anime dal potere immenso: le anime dei Lord, ottenute da Nito, il primo dei morti; dalla Strega di Izalith e le sue figlie; e da Gwyn, il Signore della luce, che entrò in possesso dell'anima più potente e divenne il re degli dèi. Emerse anche una quarta anima, molto diversa dalle altre, e fu il Nano furtivo, una figura che nessuno ricorda, ad entrarne in possesso dopo che gli altri Lord avevano già trovato le loro anime.
Con la forza delle anime, i tre Lord lanciarono un attacco alla superficie dominata dei Draghi eterniː una guerra per ottenere il controllo del mondo ed imporre la loro visione, una nuova realtà forgiata dal fuoco che aveva dato loro quei poteri. Seath il Senzascaglie tradì la propria specie e le potenti saette di Gwyn perforarono le scaglie di pietra dei Draghi, le Streghe di Izalith invocarono grandi tempeste di fuoco, Nito scatenò miasmi di morte, ed i draghi furono sconfitti. Ebbe così inizio l'Era del Fuoco.
Ma le fiamme erano destinate ad estinguersi e fu allora che Lord Gwyn, consapevole dell'imminente fine del dominio degli dèi, si gettò nella Prima Fiamma per ravvivarne il fuoco con la sua anima. 
Molto tempo dopo il sacrificio di Gwyn, la Fiamma sta per spegnersi nuovamente. Fra gli uomini si distinguono i portatori del Segno Oscuro, marchio che identifica la maledizione dei non morti. Il protagonista è uno di questi.
Dopo essere evaso dalla prigione dei non morti, il protagonista raggiunge una Lordran in rovina per suonare le Campane del Risveglio. Il suono delle campane ridesta dal sonno il Serpente Primordiale Frampt, il Cercatore di Re, che gli chiede di ascendere ad Anor Londo, l'antica città degli dèi. Gwynevere, Principessa del Sole e figlia maggiore di Gwyn, consegna al giocatore il Ricettacolo dei Lord e lo istruisce sul compimento della profezia: egli dovrà acquisire le Anime dei Lord della Strega di Izalith, Nito e i frammenti dell'anima di Gwyn, detenuti dai Quattro Re e dal drago bianco Seath il Senzascaglie. Il giocatore potrà incontrare anche il serpente Kaathe l'Oscuro, che lo incoraggia a lasciare perire la Fiamma, gettando il mondo nell'Era dell'Oscurità, per dare inizio all'Era degli esseri umani.
Una volta acquisite tutte le Anime dei Lord il giocatore raggiunge la Fornace della Prima Fiamma dove, dopo aver sconfitto ciò che rimane di Gwyn, deve scegliere se realizzare la Profezia del Non morto Prescelto e ravvivare la Fiamma o lasciarla spegnere e dare così inizio all'Era dell'Oscurità.

### Artorias of the Abyss
Molto tempo fa, un antico umano chiamato Manus impazzì e diffuse una distesa di oscurità corrotta sulla terra di Oolacile, chiamata Abisso. Artorias, uno dei quattro cavalieri di Lord Gwyn, intraprese una missione per fermarne l'espansione, ma fallì e vi soccombette.
Se il giocatore entra in possesso del ciondolo di Manus, padre dell'Abisso, da questi a lungo cercato, può raggiungere Oolacile attraverso spazio e tempo per sconfiggerlo e dare riposo ad Artorias.

## Modalità di gioco

Immagine tratta dalla versione Remastered

Dark Souls è un videogioco action RPG con visuale in terza persona. Il giocatore deve esplorare varie ambientazioni in stile dark fantasy e utilizzare armi, magie e strategie per sopravvivere a trappole e nemici. All'inizio, durante la creazione dell'avatar, si possono selezionare alcune classi che si rifanno all'immaginario dei giochi di ruolo (guerriero, ladro, chierico ecc); la differenza di ogni classe è in realtà solo l'equipaggiamento iniziale e la distribuzione delle statistiche (vita, forza, destrezza), fattori che lasciano piena libertà all'utente nell'utilizzo di qualunque oggetto o potere magico ottenibile in gioco a discapito della classe scelta.
Il mondo di gioco non è diviso in livelli come nel precedente Demon Souls, ma è liberamente esplorabile: molte ambientazioni che lo compongono sono collegate tra loro e per la maggior parte accessibili sin dall'inizio, a rischio e pericolo del giocatore che può ritrovarsi di fronte nemici troppo potenti rispetto al suo equipaggiamento e livello di abilità. Nel corso del gioco verranno sbloccate alcune scorciatoie che permetteranno di spostarsi più velocemente tra le varie zone.
Uno degli elementi centrali di Dark Souls è rappresentato dai falò: interagendo con essi è possibile, tra le altre cose, impostare il punto di rinascita, ripristinare le pozioni di cura ed aumentare di livello. Per quest'ultima operazione è necessario spendere delle anime, che si guadagnano sconfiggendo i nemici. Ogni volta che ci si siede ad un falò il mondo viene resettato, e la maggior parte dei nemici uccisi ritorna in vita. Se si viene uccisi a nostra volta, il giocatore appare nell'ultimo falò utilizzato, e tutte le anime guadagnate fino a quel momento rimangono nel punto dove si è verificata la morte. Le anime possono essere recuperate a meno di non essere nuovamente uccisi; in questo caso vengono perse.
In Dark Souls si possono ottenere una grande quantità di armi, sia corpo a corpo (spade, mazze, alabarde) che a distanza (archi, balestre e artefatti per lanciare magia); sono inoltre presenti scudi, anelli e parti di armature (elmo, busto, gambe e mani). Ogni oggetto possiede valori offensivi o difensivi, che possono essere migliorati grazie a dei materiali e tramite appositi NPC.

### Multigiocatore
Durante il gioco è possibile avere due forme: "vuoto" (caratterizzato da un aspetto simile a quello di un cadavere) o "umano". Si inizia il gioco come vuoto, e si diventa umani sconfiggendo un boss, aiutando un altro giocatore oppure utilizzando un punto umanità dopo essersi seduti ad un falò; ad ogni morte si ritorna vuoti. Quando si è in forma umana è possibile evocare uno o più alleati, sia controllati dalla CPU che da altri giocatori in remoto; allo stesso tempo si può essere invasi da qualcuno che voglia ucciderci. Non è possibile comunicare con altri giocatori in maniera diretta (non esiste una chat), ma solo tramite una serie di gesti o incidendo sul terreno dei messaggi predefiniti.

## Colonna sonora
La colonna sonora del gioco è stata composta da Motoi Sakuraba ed è scaricabile dal sito web del gioco inserendo il codice all'interno della confezione.

## Sviluppo
Dark Souls ha molti elementi in comune con Demon's Souls, sebbene il cambio di distributore abbia fatto desistere From Software dal fare un vero e proprio seguito. Tra le ispirazioni per l'aspetto estetico di personaggi e oggetti di entrambi i titoli, Miyazaki ha citato il manga Berserk. Alcune architetture sono ispirate a luoghi reali: in particolare nella città di Anor Londo si trovano elementi in comune con il Duomo di Milano e con il Castello di Chambord.

## Distribuzione
Il videogioco è stato pubblicato in Giappone per PlayStation 3 il 22 settembre 2011 e nel resto del mondo per PlayStation 3 e Xbox 360 nel corso del mese di ottobre 2011. È stato venduto anche in edizione limitata:
- Versione giapponese: contiene il gioco, la colonna sonora e una mappa di una sezione del mondo di gioco.[23]
- Versione nordamericana: contiene il gioco, un codice per scaricare la mini-guida, un codice per la colonna sonora, un codice per i video del "dietro le quinte", un artbook in edizione rilegata con immagini in alta qualità. La copertina è in metallo;[24]
- Versione europea: contiene il gioco, un codice per scaricare la mini-guida, un disco della colonna sonora, un disco in HD del "dietro le quinte", un artbook in edizione rilegata con immagini in alta qualità;[25]

Le edizioni limitate sono state disponibili allo stesso prezzo dell'edizione standard per tutte le persone che hanno preordinato il gioco, fino ad esaurimento scorte. Poco prima dell'uscita giapponese, gli sviluppatori di FromSoftware hanno usato un metodo insolito per punire chi aveva comprato il videogioco prima della data ufficiale: chi fosse stato trovato a giocare online prima del 22 settembre, si sarebbe trovato ad affrontare spettri oscuri (invasori del mondo di altri giocatori) comandati dagli sviluppatori con statistiche al massimo, quindi invincibili.

### Prepare to Die Edition
Namco Bandai, dopo aver riscontrato un ottimo numero di firme nella petizione per portare il gioco anche su computer, ha deciso di effettuare un porting per Microsoft Windows contenente una modalità PvP online avanzata, tre aree inedite con quattro boss, nuove armi, armature e nuovi personaggi tra cui il cavaliere Artorias, aumentando notevolmente anche la durata del gameplay. Questa edizione è chiamata Dark Souls: Prepare to Die Edition ed è uscita il 24 agosto 2012 in Occidente. Il gioco è disponibile per Games for Windows e Steam. Per quanto riguarda le versioni per PlayStation 3 e Xbox 360, dal 24 ottobre 2012 i contenuti aggiuntivi di questa edizione sono scaricabili dai relativi store in tutto il mondo e una versione su disco del gioco è stata pubblicata il 26 ottobre 2012 in Europa e Australasia (in Italia dal 29 novembre). Questo DLC è noto con il nome di Artorias of the Abyss.

### Dark Souls Remastered
Una versione rimasterizzata del gioco (compreso il DLC Artorias of the Abyss), intitolata Dark Souls: Remastered, è stata annunciata l'11 gennaio 2018 e pubblicata il 24 maggio 2018 per PS4, Xbox One e PC. Il 19 ottobre 2018 è uscita anche per Nintendo Switch, insieme all'amiibo di Solaire di Astora. Dark Souls: Remastered gira nativamente a 60 fotogrammi per secondo su tutte le piattaforme eccetto Nintendo Switch e supporta una risoluzione 4k su PlayStation 4 Pro, Xbox One X e Windows. Inoltre vennero apportate modifiche alla modalità multigiocatore, tra cui l'aggiunta di server dedicati, il numero di giocatori online aumentati da quattro a sei e l'introduzione della password per il matchmaking per facilitare la partecipazione degli amici online.
Dark Souls: Remastered ha venduto 71.739 copie in Giappone durante la prima settimana, rendendolo il titolo più venduto nel Paese in quel momento.

## Accoglienza
| Testata                      | Giudizio             |
| ---------------------------- | -------------------- |
| GameRankings (media al 2023) | 88,48%               |
| Metacritic (media al 2023)   | 89/100               |
| Play Generation              | 93%                  |
| The Games Machine            | 92%                  |
| multiplayer.it               | PS3: 9/10 PC: 7.5/10 |
| Spaziogames                  | 9.1/10               |
| Everyeye.it                  | 8.7/10               |
| GameSpot                     | 9,5/10               |
| Eurogamer                    | 9/10                 |
| Destructoid                  | 7/10                 |

La rivista Play Generation diede alla versione per PlayStation 3 un punteggio di 93/100, apprezzando il fatto che fosse vasto, profondo e accattivante, rivelandosi una sfida molto appagante per chi non si voleva tirare indietro e come contro il suo non riuscire a sorprendere come il primo capitolo, dal quale riprendeva alcuni difetti tecnici, finendo per trovarlo un gioco "maledettamente" difficile quanto "maledettamente" affascinante, considerandolo un GdR unico ma non per tutti. Dello stesso parere la recensione di Everyeye.it, il quale ha apprezzato il level design e la struttura aperta, sebbene «dopo una prima fase di gioco affrontata con tanto trasporto (...), si incappa in qualche evidente errore di progettazione.» Multiplayer.it afferma che Dark Souls «regalerà infatti mille soddisfazioni come e più del predecessore, permettendo loro di godere di uno dei giochi più belli e completi degli ultimi anni.» a patto di essere «un pubblico hardcore, ma di quelli tosti, desiderosi sempre di grandi sfide e che non si demoralizzano ne tirano mai indietro di fronte a decine di morti continue». Anche la recensione di Spaziogames accenna alla difficoltà piuttosto elevata del gioco, ma anche all'innovativo reparto online, «capace di reinventare il concetto di gioco cooperativo e competitivo.» Meno positivo il parere del sito Destructoid, che punta il dito soprattutto al reparto tecnico, colpevole di non riuscire a mantenere un frame rate costante in diverse occasioni.
La conversione PC ha ricevuto, all'uscita, diverse critiche a causa di un frame rate limitato, del blocco di alcune risoluzioni e per altri bug nonostante una mod non ufficiale abbia risolto, appena due giorni dopo, la maggior parte delle problematiche. La rivista The Games Machine ha assegnato due voti nella sua recensione: 92/100 per il gioco, 50/100 per la conversione. Uno dei produttori di Dark Souls II, Takeshi Miyazoe, si è scusato riguardo ai problemi di conversione, adducendo tempi stretti e scarsa esperienza di lavoro sulla piattaforma.

### Premi
- Gioco dell'anno, Double Fine Productions[47]
- Gioco dell'anno, Electronic Gaming Monthly[48]
- Gioco dell'anno, Game Revolution[49]
- Gioco dell'anno, IncGamers[50]
- Gioco dell'anno, Q-Games[47]
- Migliore gioco di ruolo, GameTrailers[51]
- Migliore gioco di ruolo, Games.cz[52]
- Migliore gioco di ruolo, GameZone[53]
- Migliore gioco di ruolo (menzione d'onore), TeamXbox[54]
- Migliore gioco d'azione/avventura, GameZone[53]
- Migliori scontri di boss, Game Informer[55]
- Migliori scontri di boss, GameSpot[56]
- Migliore integrazione di funzionalità online, The Daily Telegraph[57]
- Gioco più gratificante, 1UP.com[58]
- Migliore gioco di tutti i tempi, Golden Joystick Awards[59]

### Vendite
Nell'aprile 2013 From Software annunciò in una conferenza che Dark Souls aveva venduto oltre 2,36 milioni di copie in tutto il mondo. Al 2015 il videogioco aveva venduto oltre 5 milioni di copie in tutto il mondo.